# 卡爾登理容院縱火案
卡爾登理容院縱火案，是發生於台灣臺北市卡爾登理容院的人為蓄意縱火案，由52歲的六合彩組頭兼計程車司機梁興登發動。
事件發生於1993年（民國82年）5月12日晚18時15分，梁興登攜帶汽油與打火機，闖入台北市新生北路二段39號、靠近長春路路口的「卡爾登理容院」並實施縱火，造成包括縱火者在內的22人喪命，另有7人受傷。雖被定性為人為縱火，但逃生不暢才是造成此次重大傷亡的主要原因。
該次火災為臺北市境內繼論情西餐廳大火後傷亡最嚴重的火災事故，且該次火災距離論情案不到四個月（兩次都是人為縱火）。該案也是大台北地區三年來第四起造成人員傷亡的火災事故（另兩起分別為天龍三溫暖火災及神話世界KTV縱火案）。